# Sandeep Acharya
Sandeep Acharya (en hindi: संदीप आचार्य; Bikaner, Rajastán, 4 de febrero de 1984 – Gurgaon, Haryana, 15 de diciembre de 2013) fue un cantante indio.
Acharya nació en Bikaner, Rajastán, India. El 22 de abril de 2006 se proclamó ganador de la segunda temporada del programa de televisión Indian Idol. Acharya recibió como premio un contrato de grabación con Sony BMG, con el que grabaría su primer álbum, también ganó un coche nuevo de la marca Maruti Baleno.
Falleció en el hospital de Gurgaon el 15 de diciembre de 2013 a los 29 años.

## Discografía
- Woh Pehli Baar album — sang group number and then solo Papa Kehte Hai
- Mere Saath Saara Jahaan
- Mhare Des Mein
- Ishq Ho Gaya
- Yeh Kaise Deewanapan
- Dhol Dhol
- Sagar Jaisi Aankhon Wali
- Papa Kehte Hain
- Mere Saath Saara Jahaan - 2
- He sang a song on the album Teri Sajni by Master Saleem
- He sang two songs in the film Arjun Auto Walo ( Rajasthani Film)
- Holi ayi holi
- Mhare Kaljiye ri Kor